# Тейлор, Оливер
О́ливер Уи́льям Те́йлор (англ. Oliver William Taylor; 19 февраля 1938, Таунсвилл) — австралийский боксёр легчайшей весовой категории. В конце 1950-х — начале 1960-х годов выступал за сборную Австралии: бронзовый призёр летних Олимпийских игр в Риме, обладатель серебряной медали Игр Содружества наций, участник многих международных турниров и национальных первенств. В период 1961—1964 боксировал на профессиональном уровне, но без особых достижений.

## Биография
Оливер Тейлор родился 19 февраля 1938 года в городе Таунсвилл, штат Квинсленд. Первого серьёзного успеха на ринге добился в 1957 году, когда в легчайшем весе стал чемпионом Австралии среди любителей. Год спустя съездил на Игры Британской империи и Содружества наций в Кардифф, откуда привёз медаль серебряного достоинства (в финальном матче уступил валлийцу Говарду Уинстоуну, будущему чемпиону мира среди профессионалов). В 1959 году во второй раз завоевал титул чемпиона национального первенства и благодаря череде удачных выступлений удостоился права защищать честь страны на летних Олимпийских играх 1960 года в Риме — сумел дойти здесь до стадии полуфиналов, после чего единогласным решением судей проиграл итальянцу Примо Дзампарини.
Получив бронзовую олимпийскую медаль, Тейлор решил попробовать себя среди профессионалов и покинул сборную. Его профессиональный дебют состоялся в феврале 1961 года, своего первого соперника Билли Даннетта он победил техническим нокаутом в девятом раунде. В течение трёх последующих лет провёл множество удачных поединков, в том числе взяв реванш у Дзампарини — выиграл по очкам в двенадцати раундах. Первое поражение потерпел в апреле 1964 года — опытный боксёр из Ганы Боб Аллотей отправил его в нокаут уже в четвёртом раунде. Несмотря на проигрыш, вскоре Тейлор получил шанс побороться за титул чемпиона Австралии в полулёгком весе, тем не менее, действующий чемпион, австралиец французского происхождения Джонни Фамешон, оказался сильнее — после пятнадцати раундов все судьи отдали победу ему.
Вскоре после этого матча в конце 1964 года Оливер Тейлор принял решение завершить карьеру спортсмена. Всего в профессиональном боксе он провёл 14 боёв, из них 11 окончил победой (в том числе один досрочно), два раза проиграл, в одном случае зафиксирована ничья. Его младший брат Уолли тоже был довольно известным боксёром: в любителях чемпион Игр Содружества наций 1958 года, в профессионалах чемпион Австралии в полулёгком весе.